# Акиньшино (Владимирская область)
Акиньшино — упразднённое село в Вязниковском районе Владимирской области России.

## География
Урочище находится в северо-восточной части области, в зоне хвойно-широколиственных лесов, в пределах Волжско-Окского междуречья, на левом берегу реки Тары, на расстоянии примерно 18 километров (по прямой) к северо-западу от города Вязники, административного центра района. Абсолютная высота — 107 метров над уровнем моря.

### Климат
Климат характеризуется как умеренно континентальный. Средняя температура воздуха самого холодного месяца (января) — −11,1 °C (абсолютный минимум — −48 °С), средняя максимальная температура воздуха (июля) — +23,3 °С (абсолютный максимум — +37 °С). Годовое количество атмосферных осадков составляет около 607 мм, из которых 413 мм выпадает в период с апреля по октябрь.

## История
В «Списке населенных мест Владимирской губернии по сведениям 1859 года» населённый пункт упомянут как владельческое село Акиншино (Богородское) Вязниковского уезда, расположенное при реке Таре, в 24 верстах от уездного города. В селе насчитывалось 47 дворов и проживало 259 человек (116 мужчин и 143 женщины). Действовали православная церковь и базар.
По состоянию на 1905 год, в Богородском имелось 39 дворов и проживало 208 человек. В административном отношении деревня входила в состав Мстерской волости.
По данным 1926 года в селе имелось 31 хозяйство и проживало 123 человека (53 мужчины и 70 женщин). Являлась частью Яблонского сельсовета.
На момент упразднения входило в состав Барско-Татаровского сельсовета Вязниковского района. Упразднено решением облисполкома № 778 от 23 ноября 1983 года как фактически не существующее.

## Достопримечательности
В селе действовал каменный двухпрестольный православный храм Казанской иконы Божией Матери, построенный в 	1816-1818 годах на месте деревянной церкви (1730-е гг.). Храм был закрыт в 1932 году, а здание приспособлено под склад. Восстановлена в 2000-х, после основания в 2001 году на базе храма Казанского скита Богоявленского Мстёрского мужского монастыря.